# Halové mistrovství Evropy v atletice 1983

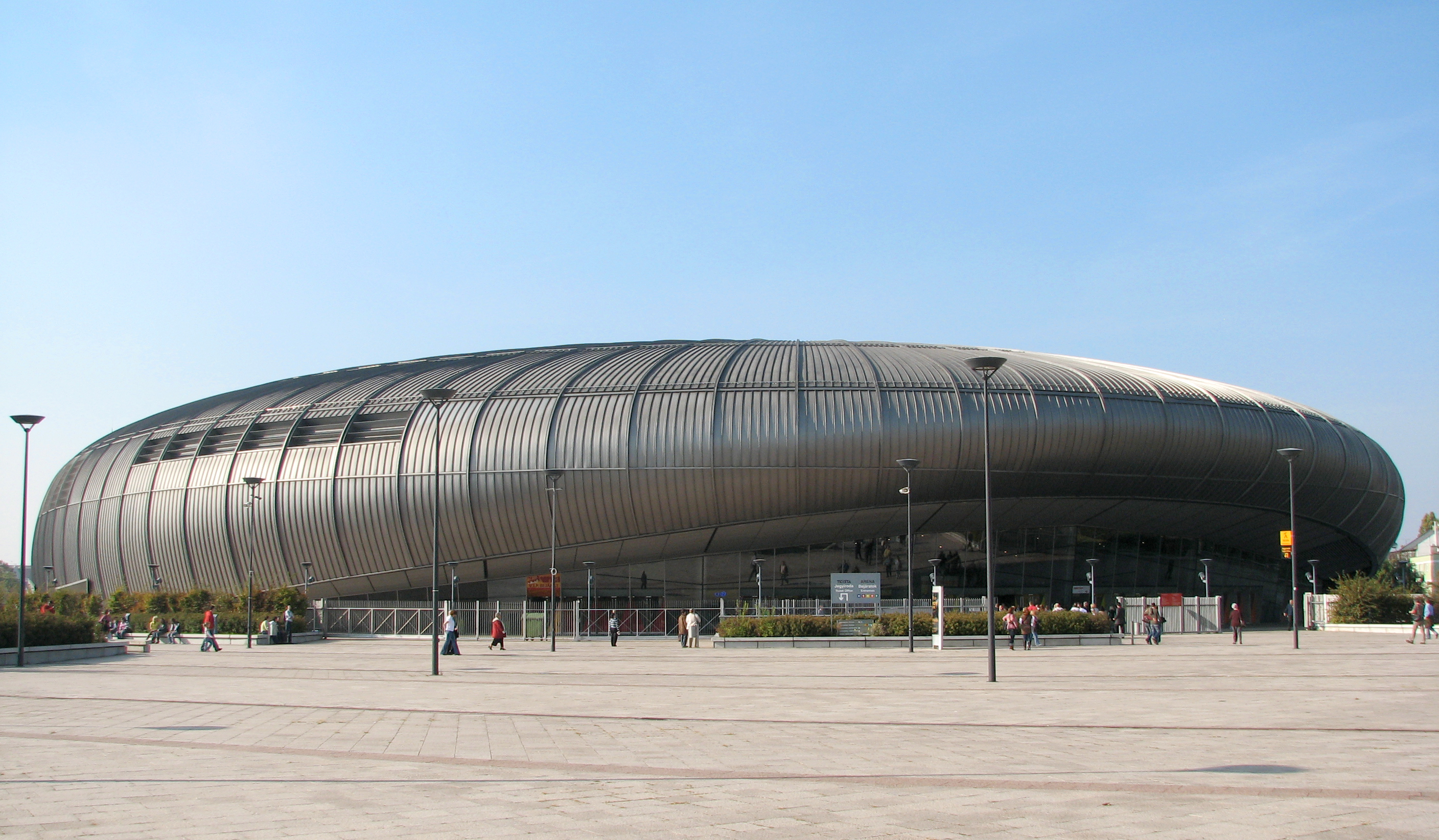
Budapešťská sportovní hala László Pappa

14. Halové mistrovství Evropy v atletice se uskutečnilo v maďarské Budapešti ve dnech 5. března – 6. března 1983. Dějištěm šampionátu byla hala Sportcsarnok (dnes Sportovní hala László Pappa), ve které se konalo také halové ME v roce 1988. V též hale se konalo i halové mistrovství světa v roce 1989 a 2004.
Na programu byla naposledy jako exhibiční disciplína chůze mužů na 5 km. Později se chodecké disciplíny konaly od halového ME v Liévinu 1987 a naposledy na halovém ME v Paříži 1994.

## Medailisté

### Muži
| Soutěž          | Zlato                      | Stříbro                     | Bronz                                                |
| --------------- | -------------------------- | --------------------------- | ---------------------------------------------------- |
| 60 m            | Stefano Tilli 6,63         | Christian Haas 6,64         | Valentin Atanasov 6,66                               |
| 200 m           | Alexandr Jevgeněv 20,97    | Jacques Borlée 21,13        | István Nagy 21,18                                    |
| 400 m           | Jevgenij Lomtev 46,20      | Ainsley Bennett 46,43       | Ángel Heras 46,57                                    |
| 800 m           | Colomán Trabado 1:46,91    | Peter Ellott 1:47,58        | Thierry Tonnelier 1:47,68                            |
| 1500 m          | Thomas Wessinghage 3:39,82 | José Manuel Abascal 3:40,69 | Antti Loikkanen 3:41,31                              |
| 3000 m          | Dragan Zdravković 7:54,73  | Valerij Abramov 7:57,79     | Uwe Mönkemeyer 7:58,11                               |
| 60 m př.        | Thomas Munkelt 7,48        | Arto Bryggare 7,60          | Andreas Oschkenat 7,63                               |
| Skok do výšky   | Carlo Thränhardt 2,32 m    | Gerd Nagel 2,30 m           | Massimo Di Giorgio 2,27 m Mirosław Włodarczyk 2,27 m |
| Skok o tyči     | Vladimir Poljakov 5,60 m   | Alexandrs Obižajevs 5,60 m  | Patrick Abada 5,55 m                                 |
| Skok daleký     | László Szalma 7,95 m       | Gyula Pálóczi 7,90 m        | Jens Knipphals 7,82 m                                |
| Trojskok        | Nikolaj Musijenko 17,12 m  | Gennadij Valjukevič 16,94 m | Béla Bakosi 16,90 m                                  |
| Vrh koulí       | Jānis Bojārs 20,56 m       | Alexandr Baryšnikov 20,44 m | Ivan Ivančič 20,26 m                                 |
| Chůze na 5 km * | Anatolij Solomin 19:19,93  | Jevgenij Jevsjukov 19:41,66 | Erling Andersen 20:00,68                             |

### Ženy
| Soutěž        | Zlato                       | Stříbro                      | Bronz                        |
| ------------- | --------------------------- | ---------------------------- | ---------------------------- |
| 60 m          | Marlies Göhrová 7,09        | Silke Gladischová 7,12       | Marisa Masullová 7,19        |
| 200 m         | Marita Kochová 22,39        | Joan Baptisteová 23,37       | Christina Sussieková 23,61   |
| 400 m         | Jarmila Kratochvílová 49,69 | Kirsten Siemonová 51,70      | Rosica Stamenovová 52,36     |
| 800 m         | Světlana Kitovová 2:01,28   | Zuzana Moravčíková 2:01,66   | Olga Simakovová 2:02,25      |
| 1500 m        | Brigitte Krausová 4:16,14   | Maria Raduová 4:17,16        | Ivana Kleinová 4:17,21       |
| 3000 m        | Jelena Sipatovová 9:04,40   | Agnese Possamaiová 9:04,41   | Jelena Malychinová 9:04,52   |
| 60 m př.      | Bettine Jahnová 7,75        | Kerstin Knabeová 7,96        | Taťána Meljuvanjecová 8,07   |
| Skok do výšky | Tamara Bykovová 2,03 m      | Larisa Kosicynová 1,94 m     | Maryse Ewanje-Epéeová 1,92 m |
| Skok daleký   | Eva Murková 6,77 m          | Helga Radtkeová 6,63 m       | Heike Dauteová 6,61 m        |
| Vrh koulí     | Helena Fibingerová 20,61 m  | Helma Knorscheidtová 20,35 m | Zdeňka Šilhavá 19,61 m       |

## Medailové pořadí
| Umístění | Stát                             | Zlato | Stříbro | Bronz | Celkem |
| -------- | -------------------------------- | ----- | ------- | ----- | ------ |
| 1.       | Sovětský svaz                    | 9     | 6       | 3     | 18     |
| 2.       | NDR                              | 4     | 5       | 2     | 11     |
| 3.       | NSR                              | 3     | 2       | 3     | 8      |
| 4.       | Československo                   | 3     | 1       | 2     | 6      |
| 5.       | Itálie                           | 1     | 1       | 2     | 4      |
| 5.       | Maďarsko                         | 1     | 1       | 2     | 4      |
| 7.       | Španělsko                        | 1     | 1       | 1     | 3      |
| 8.       | SFR Jugoslávie                   | 1     | 0       | 1     | 2      |
| 9.       | Velká Británie                   | 0     | 3       | 0     | 3      |
| 10.      | Finsko                           | 0     | 1       | 1     | 2      |
| 11.      | Belgie                           | 0     | 1       | 0     | 1      |
| 11.      | Rumunská socialistická republika | 0     | 1       | 0     | 1      |
| 13.      | Francie                          | 0     | 0       | 3     | 3      |
| 14.      | Bulharská lidová republika       | 0     | 0       | 2     | 2      |
| 15.      | Norsko                           | 0     | 0       | 1     | 1      |
| 15.      | Polsko                           | 0     | 0       | 1     | 1      |